# Budapeszt noir
Budapeszt noir – węgierska powieść kryminalna napisana przez Vilmosa Kondora w lutym 2008 r. wydana w Polsce przez wydawnictwo Prószyński i S-ka 18 czerwca 2009 r.

## Fabuła
Akcja powieści dzieje się w Budapeszcie, w październiku 1936 r. Umiera premier Węgier Gyula Gömbös. W dzielnicy czerwonych latarni zostaje znaleziona martwa żydowska dziewczyna. Sprawą jej śmierci zaczyna się interesować Zsigmond Gordon, redaktor kryminalny gazety Wieczór (węg. Est). Gdy zaczyna zadawać pytania okazuje się, że nikt nie chce nic zdradzić. Sprawa prowadzi go do najwyższych warstw społecznych oraz w świat biedy. Gordon jednak się nie poddaje i za wszelką cenę chce rozwiązać zagadkę śmierci dziewczyny.

## Adaptacja filmowa
Prawa do adaptacji powieści zostały sprzedane studiu filmowemu Szupermodern. Premiera filmu odbyła się 17 października 2017.